# Pièria de Tràcia
La Pièria (grec antic: Πιερία, Πιερίς segons la Ilíada, llatí: Pieria o Pieris) era un districte de Tràcia habitat pels pieris.
La llegenda fa d'aquest territori, colonitzat per Píer, el lloc de naixement de les muses i d'Orfeu, pare de la música, segons Hesíode. Una altra tradició diu que Píer era el pare de les Pièrides, que van voler competir amb les Muses. Quan aquest culte es va introduir a Beòcia es van traspassar també els noms de les muntanyes, els territoris, les coves i les fonts de la Pièria al país veí. Segons Heròdot, el territori de la Pièria va ser envaït, i els pieris foragitats d'allà al segle viii aC, i obligats a desplaçar-se cap al nord, cap al riu Estrímon i les muntanyes del Pangèon, on van formar un nou assentament.
Els límits de la Pièria varien segons quins historiadors en parlen. Claudi Ptolemeu diu que corresponia a la zona de la costa entre les desembocadures dels rius Lúdies i Haliacmó. A l'oest tenia la comarca de Perrèbia, a Tessàlia. Una porció de la serra de l'Olimp travessava el seu territori, i el cim més alt s'anomenava Mont Pieri, visible de tot el país. Sembla que hi havia una ciutat anomenada també Pièria, que estaria situada entre Díon i Pidna, les dues ciutats principals dels pieris. Més enllà de Pidna hi havia un bosc frondós i immens. La via que anava de Pel·la a Larisa de Tessàlia passava per la Pièria, i segurament va ser el camí que va seguir el cònsol romà Quint Marci Filip, durant la Tercera Guerra Macedònica (171-168 aC).